# Stelis herberti
Stelis herberti är en biart som först beskrevs av Cockerell 1916.  Stelis herberti ingår i släktet pansarbin, och familjen buksamlarbin. Inga underarter finns listade i Catalogue of Life.